# Ammar Mahjoubi
Ammar Mahjoubi (arabe : عمار المحجوبي), né le 6 novembre 1931 à El Hamma, est un historien, archéologue et universitaire tunisien spécialiste de l'Afrique romaine.
Il est l'auteur de plusieurs travaux, ouvrages et articles qui portent sur l'Afrique du Nord antique.

## Biographie
Après des études secondaires au Collège Sadiki, il obtient un doctorat de la faculté des lettres de Paris et un doctorat d'État de l'université Paris-Sorbonne, obtenus respectivement en 1961 et 1974. Spécialiste d'histoire ancienne, il écrit par la suite de nombreuses recherches académiques parues dans des revues spécialisées comme les Comptes rendus de l'Académie des inscriptions et belles-lettres, les Mélanges de l'École française de Rome, les Mélanges de l'Institut archéologique allemand, etc,.
Professeur d'histoire ancienne à l'université de Tunis, où il a enseigné l'histoire romaine pendant de nombreuses années, il a également occupé le poste de directeur du centre de recherches archéologiques de l'Institut national d'archéologie et d'art, devenu par la suite Institut national du patrimoine, de directeur du département d'histoire de la faculté des sciences humaines et sociales de Tunis, de directeur de l'École normale supérieure de Tunis, de l'Institut supérieur de l'éducation et de la formation continue, et de l'Institut supérieur d'histoire du mouvement national. En 1987, il est le président du comité national d'attribution du prix des lettres et des arts du ministère des Affaires culturelles. En 1988, il est nommé comme chargé de mission auprès du cabinet du ministre.
Professeur émérite des universités, il est membre du comité scientifique de la revue Les Cahiers de Tunisie dans les années 1980 et membre du Comité des travaux historiques et scientifiques dans les années 1990. Il est également membre du conseil scientifique de l'Académie tunisienne des sciences, des lettres et des arts, et membre de jurys de recrutement pour les différents niveaux de l'enseignement supérieur en Tunisie.
Professeur invité dans plusieurs universités arabes et européennes, il est l'un des fondateurs du Syndicat général de l'enseignement supérieur et de la recherche scientifique relevant de l'Union générale tunisienne du travail et membre du Haut comité tunisien des droits de l'homme et des libertés fondamentales,.
Ses recherches sur la région de Béja lui ont permis d'insister sur l'ampleur de la sédentarisation dès l'époque de Carthage et des rois numides : ses fouilles à Henchir El Faouar lui permettent d'analyser l'urbanisme, l'architecture, l'organisation municipale, les cultes, l'activité économique et la structure de la population dans ce centre rural à la fin de l'Antiquité et durant la période du Haut Moyen Âge. Outre ses travaux académiques, il publie régulièrement des articles de vulgarisation dans le magazine Leaders, ainsi que des réflexions sur l'historiographie,. En 2023, la 37e édition de la Foire internationale du livre de Tunis (ar) rend hommage à l'ensemble de sa production académique.

## Décorations
- Chevalier de l'ordre tunisien de l'Indépendance (25 juillet 1969)[20] ;
- Chevalier (8 novembre 1979)[21] puis commandeur de l'ordre de la République tunisienne (21 mars 1996)[22] ;
- Deuxième classe de l'ordre tunisien du Mérite de l'enseignement (28 juillet 1995)[23] ;
- Grand officier de l'ordre national du Mérite (Tunisie, 11 juillet 2003)[24] ;
- Commandeur de l'ordre tunisien du Travail[5] ;
- Achir de l'ordre du Mérite national (Algérie)[5] ;
- Officier de l'ordre des Palmes académiques (France)[25].

## Publications principales

### Ouvrages
- Ammar Mahjoubi, Les Cités romaines de Tunisie, Tunis, Société tunisienne de diffusion, 1967 (réimpr. 1972).
- Hédi Slim, Ammar Mahjoubi et Khaled Belkhodja, Histoire générale de la Tunisie, t. I : L'Antiquité, Tunis, Société tunisienne de diffusion, 1968 (réimpr. 2005).
- Ammar Mahjoubi, Jan Willem Salomonson et Abdelmajid Ennabli, La Nécropole romaine de Raqqada, vol. I, Tunis, Institut national d'archéologie et d'art, 1970.
- Ammar Mahjoubi, Jan Willem Salomonson et Abdelmajid Ennabli, La Nécropole romaine de Raqqada, vol. II, Tunis, Institut national d'archéologie et d'art, 1973.
- Ammar Mahjoubi, Recherches d'histoire et d'archéologie à Henchir el-Faouar (Tunisie) : la cité des Belalitani Maiores, Tunis, Université de Tunis, 1978[26].
- Ammar Mahjoubi, « La Période romaine et post-romaine en Afrique du Nord : La Période romaine », dans Gamal Mokhtar (dir.), Histoire générale de l'Afrique, t. II : Afrique ancienne, Paris, Unesco, 1980 (réimpr. 1984, 1989, 1995 et 1999) (lire en ligne), p. 503-540.
- (ar) Ammar Mahjoubi, أبوليوس : صفحات مختارة [« Textes choisis d'Apuleius »], Carthage, Beït El Hikma,‎ 1998[27].
- Ammar Mahjoubi, Villes et structures urbaines de la province romaine d'Afrique, Tunis, Centre de publication universitaire, 2000 (réimpr. 2011).
- (ar) Ammar Mahjoubi, ولاية إفريقيا من الاحتلال الروماني إلى نهاية العهد السويري [« La Provincia Africa de l'occupation romaine à la fin de l'époque sévérienne »], Tunis, Centre de publication universitaire,‎ 2001.
- Ammar Mahjoubi, Cités antiques de Tunisie, Tunis, Agence de mise en valeur du patrimoine et de promotion culturelle, 2004[28].
- Ammar Mahjoubi, La Tunisie à l'époque romaine, Tunis, Ibn Zeidoun, 2005.
- (ar) Ammar Mahjoubi, البلاد التّونسيّة في العهد الرّوماني [« La Tunisie romaine »], Tunis, Tibr al-Zamān,‎ 2016[29],[30].
- Ammar Mahjoubi, Mélanges d'histoire ancienne, Carthage/Tunis, Beït El Hikma/Leaders, 2020[31],[32].
- Ammar Mahjoubi, Mélanges d'histoire ancienne, t. II, Tunis, Leaders, 2023[33].

### Direction d'ouvrages collectifs
- Ammar Mahjoubi, Actes des deux premières conférences tuniso-allemandes sur les manuels scolaires d'histoire et de géographie, Tunis, Institut national des sciences de l'éducation, 1979.
- Ammar Mahjoubi, Atlas national de Tunisie. HIS. 2.2a : la province romaine d'Afrique à la fin de l'époque sévèrienne 235 ap. J.-C., Tunis, Centre d'études et de recherches économiques et sociales, 1992.
- Ammar Mahjoubi, La démographie historique en Tunisie et dans le monde arabe, Tunis, Institut supérieur de l'éducation et de la formation continue, 1993.
- Ammar Mahjoubi et Abdelmajid Charfi, Mélanges offerts à Mohamed Talbi à l'occasion de son 70e anniversaire, La Manouba, Publications de la faculté des lettres de La Manouba, 1993.
- Ammar Mahjoubi, Actes du colloque « Histoire des fortifications en Tunisie », Tunis, Ministère de la Défense nationale, 2001.